# جان دیلی (بوکسر)
جان دیلی (انگلیسی: John Daley; ۱۶ اوت ۱۹۰۹ – ۷ فوریهٔ ۱۹۶۳) بوکسور اهل ایالات متحده آمریکا بود.